# Молоточок (анатомія)
Молоточок (лат. malleus) — слухова кісточка середнього вуха птахів і ссавців (у тому числі людини), яка слугує для передавання звукових коливань від барабанної перетинки до коваделка та стремінця.

## Походження
Молоточок ссавців виник зі зчленівної кістки нижньої щелепи плазунів. Форма, вага і рухомість цієї кісточки значно варіюють: у землерийок і кажанів вона зростається з коваделком в одне ціле, у кротів — полегшена за рахунок утворення обширних порожнин і потоншання кісткових стінок.

## У людини
Молоточок середнього вуха людини прилягає до внутрішньої поверхні барабанної порожнини, з'єднуючись з барабанною перетинкою руків'ям молоточка (manubrium mallei), яка являє собою вигнутий відросток; а голівкою молоточка (caput mallei), яка знаходиться у верхній частині барабанної порожнини, зростаючись з іншою кісточкою — коваделком. З барабанною перетинкою з'єднання здійснюється за допомогою зв'язок. Голівку молоточка з'єднує з його руків'ям шийка молоточка (collum mallei). Від руків'я відходять бічний відросток (processus lateralis) і передній відросток (processus anterior). До руків'я також кріпиться сухожилок м'яза-натягувача барабанної перетинки (musculus tensor tympani). Розміри молоточка дорослої людини: загальна довжина менш ніж 1 см, довжина руків'я — 5-6 мм. Вага молоточка — близько 23 мг.

## Протезування молоточка
При аномаліях слухових кісточок (у тому числі молоточка), або при їхньому руйнуванні, в отохірургії застосовуються різноманітні протези. Перший штучний молоточок з пластмаси (колумелла), запропонований хірургом Вулльштайном, з'явився у 1952 році. Колумелла встановлювалася на підшкірну платівку стремінця і зіткалася другим кінцем з вцілілим руків'ям або з барабанною перетинкою, відновленою зі шкірного клаптя. Хірург Целльнер запропонував протез, зроблений з кості соскоподібного відростка пацієнта. Надалі хірурги широко уживали протези різноманітної форми, вироблені з різних матеріалів (пластик, тефлон, тантал, навіть вугілля).